# Hann Bel-Air
Pour les articles homonymes, voir Bel Air.
Hann Bel-Air est l'une des 19 communes d'arrondissement de Dakar (Sénégal). Elle fait partie de l'arrondissement de Grand Dakar.
Ce quartier est assez étendu, il se situe à l'est de la capitale, en bordure de l'océan, entre Patte d'Oie et Dakar-Plateau.

## Histoire
La tradition locale trace l'implantation du village originel de Yarakh en 1910 par Boucar ndiongue grand pere de aida ndiongue femme politique senegalaise la mere de mouhamed tamsir drame,homme politique senegalais .

## Géographie

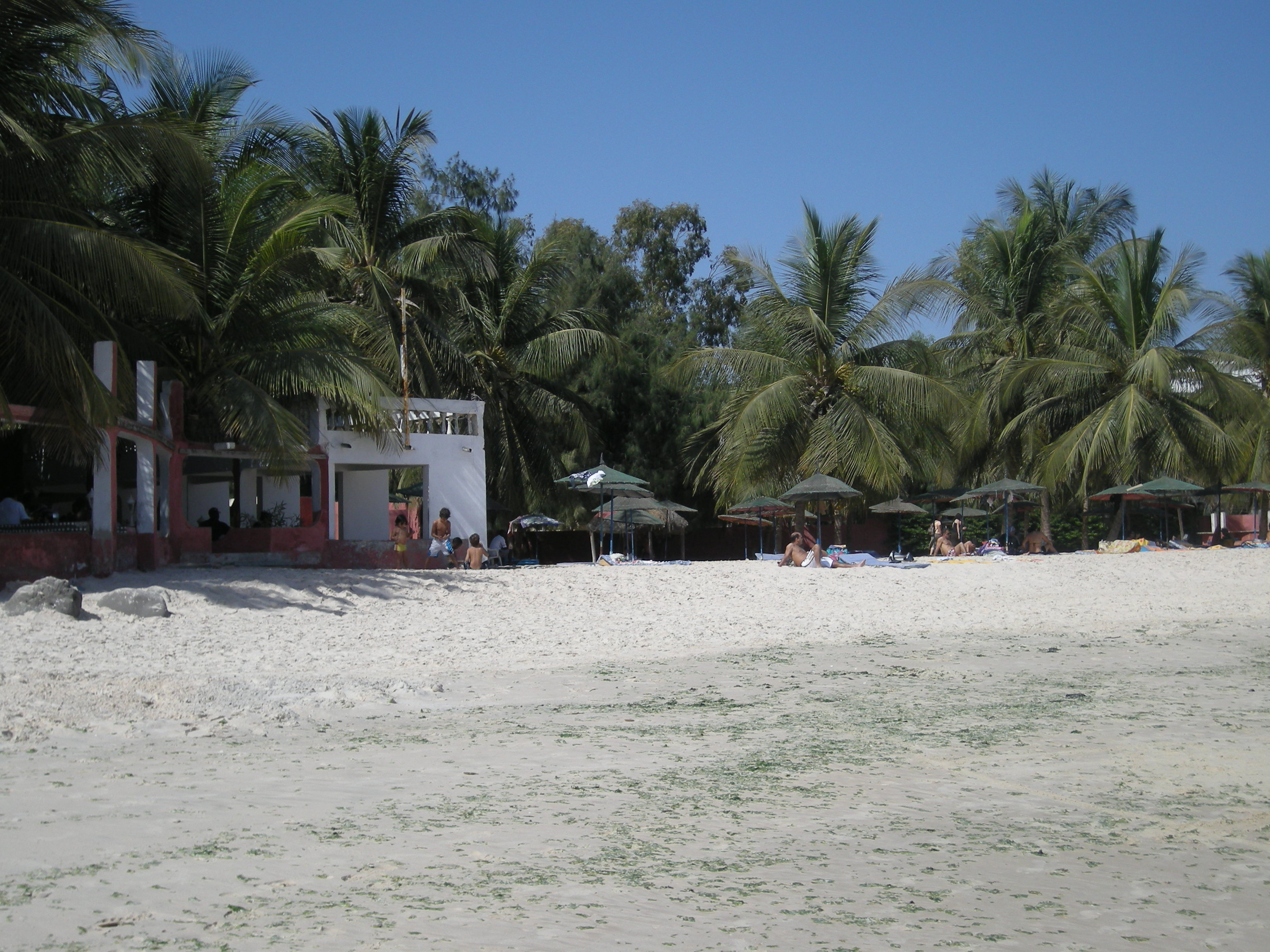
Plage de la Voile d'Or

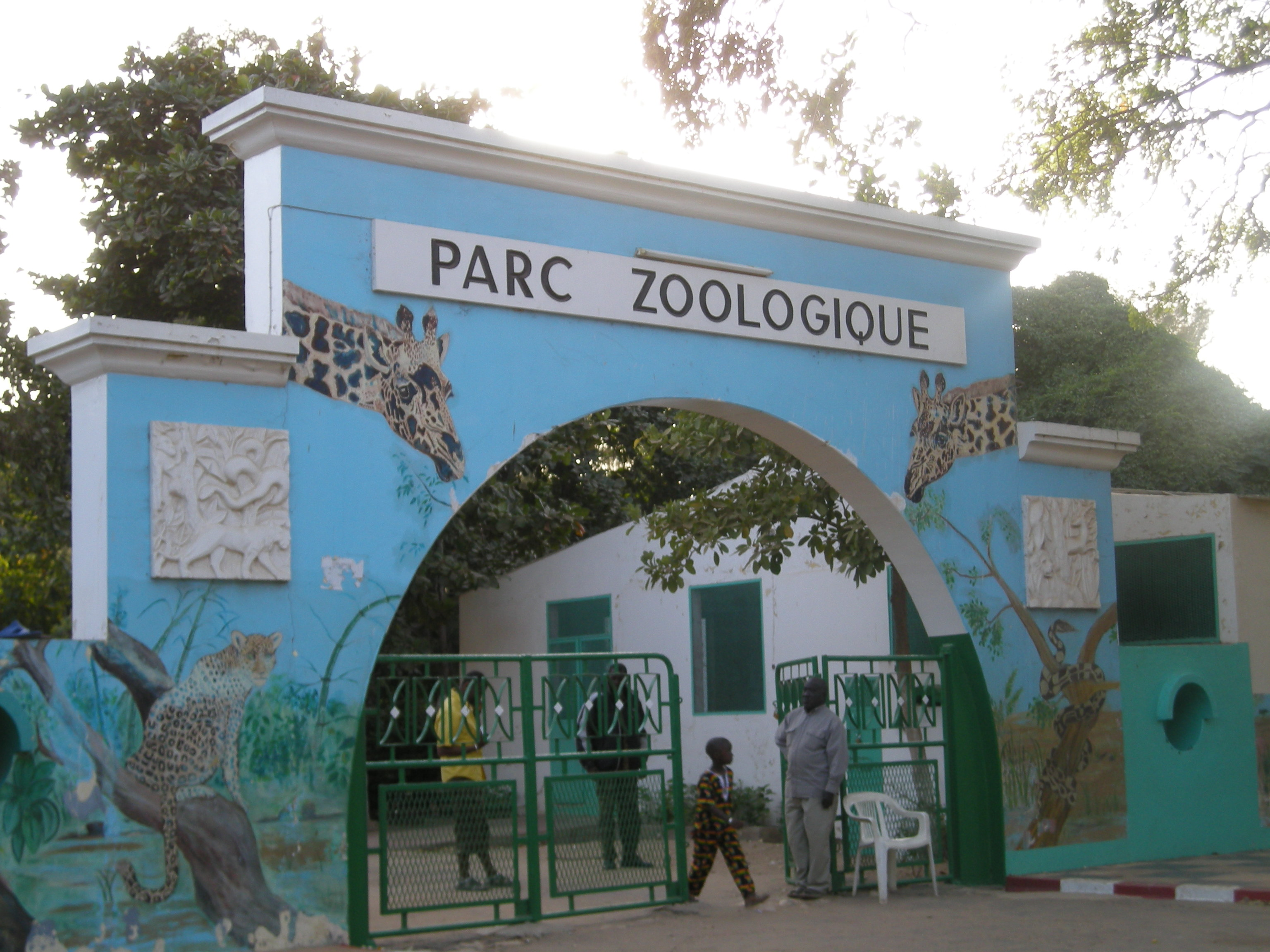
L'une des entrées du Parc forestier et zoologique de Hann

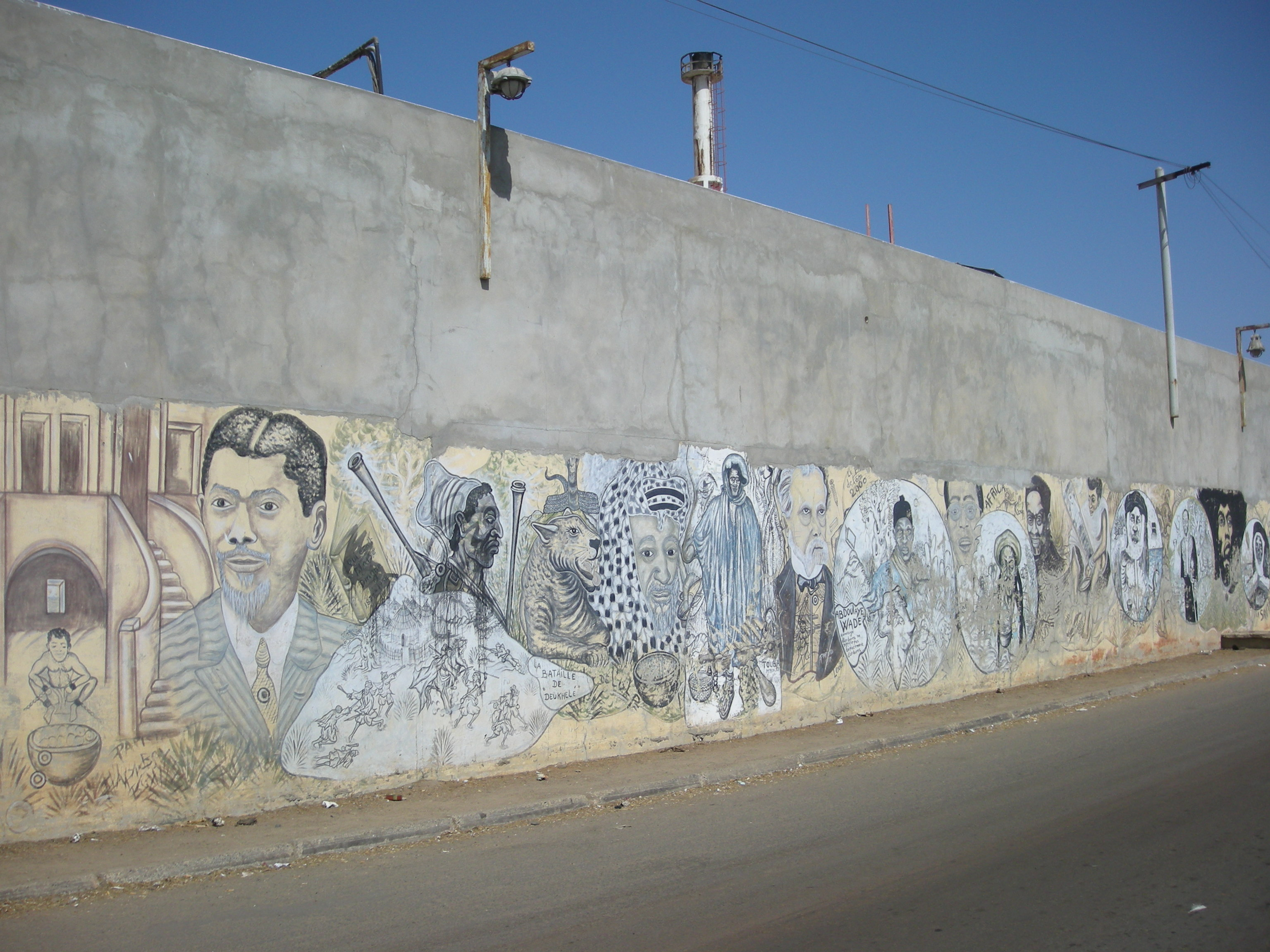
Fresque sur le mur d'une usine à Bel-Air

### Physique géologique
Le Parc forestier et zoologique de Hann se trouve sur la commune.

### Population
Les premiers habitants du village étaient des Lébous, mais aujourd'hui un peu plus de 40 % des chefs de ménage sont des Wolofs.
La population est musulmane à plus de 90 %, de la confrérie tidjane le plus souvent.
Lors du recensement de 2002, 35 768 personnes vivaient dans le Village de Hann (ou Yarakh), noyau originel de la Commune de Hann/ Bel-Air.
En 2007, selon les estimations officielles, ce centre historique compterait 40 246 habitants. La municipalité estime aujourd'hui la population totale de la commune de Hann/Bel-Air à 90 000 habitants.

## Administration

Situation de Hann Bel-Air

| Période       | Identité         | Parti | Coalition           |
| ------------- | ---------------- | ----- | ------------------- |
| 1996 - 2001   | Mansour Tambédou | PS    |                     |
| 2002 - 2009   | Amadou Dia       | PDS   |                     |
| 2009 - 2014   | Babacar Mbengue  | AFP   | Benno Siège Sénégal |
| réélu en 2014 | Babacar Mbengue  | AFP   | Taïwan Dakar        |

 Hello

## Économie
Les Grands moulins de Dakar et la Manufacture des tabacs de l'Ouest Africain, deux des plus importantes sociétés du Sénégal, sont implantées dans la commune, ainsi que le port autonome de Dakar. Les locaux du quotidien national Le Soleil sont installés sur la route du service géographique, non loin de l'entrée du parc de Hann.
Unité de l'Armée française, le 23e bataillon d'infanterie de marine (BIMA) y était également stationné jusqu'en 2011.

## Sports
L'ASC Xam Xam qui a évolué en première division du Championnat du Sénégal de football a son siège dans la commune d'arrondissement.

## Jumelage
La commune est jumelée depuis 2012 à la ville de Fos-sur-Mer, en France.

### Filmographie
- La Baie poubelle, film documentaire de Marième Aimée Diouf et Fabacary Assymby Coly, Sénégal, 1999, 11'